# Stefan Jarosz

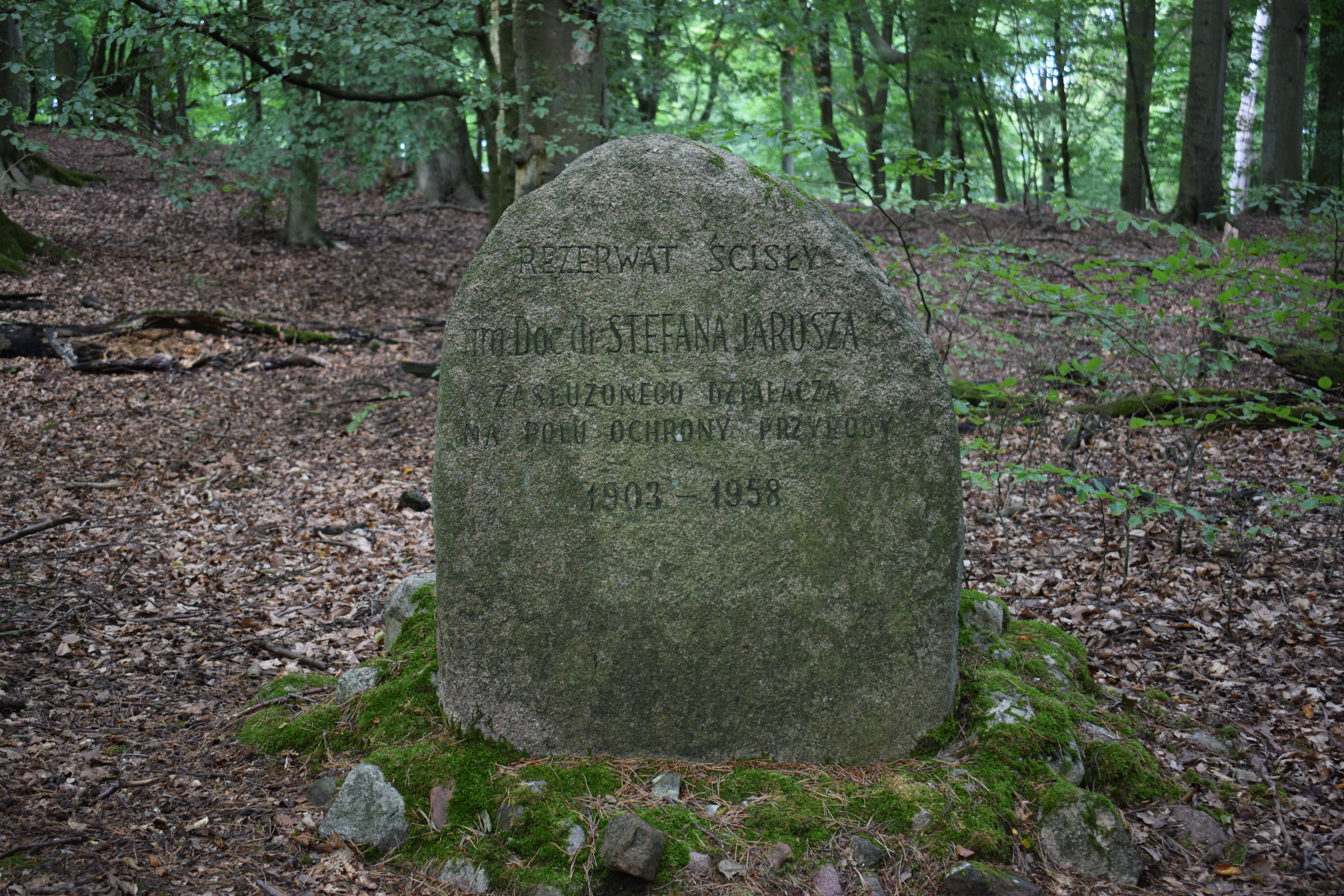
Pomnik Stefana Jarosza na terenie Wolińskiego Parku Narodowego

Stefan Jarosz (ur. 14 października 1903 w Rozwadowie nad Sanem, zm. 31 marca 1958 w Warszawie) – polski geograf i podróżnik, krajoznawca, taternik, działacz ochrony przyrody.

## Życiorys
Był synem Karola Jarosza (urzędnika sądowego) i Marii z domu Małeckiej. Ukończył I Gimnazjum w Nowym Sączu. W latach 1921-1925 studiował na wydziale rolniczo-leśnym Uniwersytetu Poznańskiego, a następnie na wydziale filozoficznym Uniwersytetu Jagiellońskiego, gdzie na podstawie pracy Badania geograficzno-leśne w Gorcach uzyskał w 1932 stopień doktora filozofii.
Od najmłodszych lat poznawał Polskę, a następnie inne kraje. Działał na rzecz ochrony przyrody. W latach 1927-1929, 1935-1936 i 1936-1937 uczestniczył w trzech wyprawach do Ameryki Północnej. Był inicjatorem utworzenia Związku Podhalan w Północnej Ameryce. W czasie II wojny światowej pracował w latach 1940-1942 przymusowo w kamieniołomie w Łącku, w 1942 był leśniczym w Ludźmierzu na Podhalu, a w latach 1943-1945 nadleśniczym w polskich Tatrach, w Nadleśnictwie Zakopane 1 z siedzibą w Jaszczurówce. Uczestniczył wtedy w działalności konspiracyjnej przeciwko okupantowi niemieckiemu. Był to zarazem okres jego najżywszej działalności taternickiej; ze Stanisławem Siedleckim przeszedł on w 1943 pd.-wsch. ścianę Zamarłej Turni, a w 1944 pd. ścianę Żabiego Konia, w zimie zaś (12 III 1944) pn.-zach. ścianę Świnicy.
Po wojnie w latach 1945-1950 był dyrektorem Biura Ochrony Przyrody w Ministerstwie Leśnictwa. W latach 1947–1952 wykładał na Uniwersytecie Poznańskim, a następnie na Uniwersytecie Warszawskim zostając w 1955 docentem. Niespodziewana śmiertelna choroba przerwała jego życie w okresie najintensywniejszej pracy naukowej, dydaktycznej i publicystycznej. Został pochowany w Alei Zasłużonych Cmentarza na Powązkach.
Pozostawił po sobie 22 większe  publikacje, przeszło 100 artykułów popularnonaukowych i popularnych oraz szereg recenzji. Był aktywnym członkiem Polskiego Towarzystwa Geograficznego i wiceprezesem PTTK. Za całokształt działalności na polu ochrony przyrody został w roiku 1956 odznaczony złotym Krzyżem Zasługi, a w roku 1958 na Walnym Zgromadzeniu PTTK złotą odznaką Towarzystwa.
Niektóre prace:
- Parki narodowe i rezerwaty przyrody (1951)
- Krajobrazy Polski i ich pierwotne fragmenty (1954)
- Zarys ochrony przyrody (1955)

Był młodszym bratem Mieczysława (1886–1972) i Feliksa (ur. 1897), obu legionistów oficerów Wojska Polskiego, adwokatów i obrońców w procesach politycznych; żonaty z Krystyną (1923–2014), z którą miał córkę Grażynę (ur. 1954, doktor mikrobiologii), oraz był wujem Janusza Szubera.

## Upamiętnienie
Na jego cześć powstał „Rezerwat przyrody im. doc. dr. Stefana Jarosza” w obrębie Wolińskiego Parku Narodowego o powierzchni 9,68 ha.
Poeta Janusz Szuber opisał osobę Stefana Jarosza w utworze 69/17, wydanym w tomiku poezji pt. Powiedzieć. Cokolwiek z 2011.